# (318412) Tramelan
(318412) Tramelan est un astéroïde de la ceinture principale.

## Description
(318412) Tramelan est un astéroïde de la ceinture principale. Il fut découvert le 11 janvier 2005 à Vicques par Michel Ory. Il présente une orbite caractérisée par un demi-grand axe de 2,64 UA, une excentricité de 0,08 et une inclinaison de 15,6° par rapport à l'écliptique.

## Compléments